# فريد ويلسون (رجل أعمال)
فريد ويلسون (من مواليد 20 أغسطس 1961) هو رجل أعمال أمريكي ورأسمالي استثماري ومدون. ويلسون هو المؤسس المشارك لشركة يونيون سكوير فنتشرز Union Square Ventures ، وهي شركة رأسمال استثماري مقرها مدينة نيويورك ولديها استثمارات في شركات ويب 2.0 مثل تويتر وتمبلر وفورسكوير و زينجا و كيك ستارتر وإتسي ومونغو دي بي . 

## المسار الوظيفي
بدأ فريد ويلسون حياته المهنية كمساعد ثم أصبح شريكًا عامًا في إكليد بارنترز Euclid Partners وعمل فيها من عام 1987 إلى عام 1996. 
في عام 1996 ، بدأ (ويلسون) و(جيري كولونا) شركة فلاتيرون بارتنرز التي سميت على منطقة فلاتيرون في نيويورك. في عام 2004، أسس ويلسون مع وبراد برنهام شركة يونيون سكوير فنتشرز . وقد قام موقع (ذي فندد) TheFunded.com وهو موقع للتواصل الاجتماعي لرواد الأعمال في مجال التكنولوجيا بتصنيفه كأفضل رأسمالي مغامر في عام 2007. 
عمل ويلسون كمحكم في مسابقة العمدة مايكل بلومبرج في NYC BigApps في مدينة نيويورك. 

## التدوين
لدى ويلسون مدونة اسمها (AVC: musings of a VC in NYC)  وهو يكتب فيها منشورًا واحدًا يوميًا عادةً حول موضوع يتعلق بمشاريع إدارة رأس المال الاستثماري أو الإنترنت. 

## الحياة الشخصية
درس ويلسون الثانوية في مدرسة جيمس آي أونيل الثانوية . ويلسون متزوج من جوان ويلسون ، وهي مستثمرة ملاك بارزة ومؤلفة مدونة Gotham Gal.  لديهم ثلاثة أطفال ويعيشون في مدينة نيويورك. التحق جميع أبنائه بجامعة ويسليان .
حصل ويلسون على درجة البكالوريوس في الهندسة الميكانيكية من معهد ماساتشوستس للتكنولوجيا وماجستير في إدارة الأعمال من كلية وارتون بجامعة بنسلفانيا . 
ويلسون محسن نشط ومدافع عن المجتمع وقد عمل على مبادرات بما في ذلك إعادة تطوير ساحة يونيون وميدان ماديسون في مدينة نيويورك،وهو أيضًا عضو مجلس إدارة DonorsChoose.org ، وهي مؤسسة خيرية عبر الإنترنت تربط الأفراد بغرف الدراسة المحتاجة. يشارك ويلسون حاليًا في شراكة Pier 40. 

## روابط خارجية
- فرد ويلسون على موقع IMDb (الإنجليزية)
- مشاريع ميدان الاتحاد
- مدونة VC - مدونة فريد ويلسون.